# Екорегіони Малайзії
Екологічні регіони Малайзії — список екорегіонів Малайзії, за даними Всесвітнього фонду природи (WWF).
Малайзія належить до числа країн з високим видовим різноманіттям.

## Екорегіони суші
- Напіввічнозелені дощові ліси Тенассеріму та Південного Таїланду[1]
- Дощові ліси Малайського півострова (IM0146)[2][3]
- Гірські дощові ліси Малайського півострова (IM0144)[4][5]
- Торф'яно-болотні ліси Малайського півострова (IM0145)[6]
- Дощові ліси Калімантану[1]
- Гірські дощові ліси Калімантану[1]
- Торф'яно-болотні ліси Калімантану[1]
- Прісноводні заболочені ліси Калімантану[1]
- Альпійські луки Кінабалу[1]
- Бірманські мангри[1]
- Індокитайські мангри[1]
- Мангри Сундаленду[1]